# Herresbach (België)
Herresbach is een dorp in de Duitstalige gemeente Amel in de Belgische provincie Luik. Het hoort bij de deelgemeente Meyerode.

## Bezienswaardigheid
De Sint-Gangulfuskerk (Sankt Gangolfuskirche) van 1854.

## Nabijgelegen kernen
Heppenbach, Andler, Medendorf
Deelgemeenten: Amel · Heppenbach · Meyerode

Overige kernen: Born · Deidenberg · Eibertingen · Halenfeld · Hepscheid · Herresbach · Iveldingen · Medell · Mirfeld · Möderscheid · Montenau · Schoppen · Valender · Wereth

Belgische gemeenten · Duitstalige Gemeenschap · Arrondissement Verviers · Luik · Wallonië